# Kraftwerk Töging
Das Kraftwerk Töging ist ein Ausleitungskraftwerk der österreichischen Verbund AG. Das Wasserkraftwerk liegt am Innkanal bei Töging am Inn.

## Anlage
An der Stauanlage Jettenbach wird der größte Teil des Wassers des Inns in den Innkanal abgezweigt, um die dortige Höhenlage zu nutzen. Der Kanal leitet das Wasser mit nur 6 Meter Höhenunterschied über 20 km bis zum Wasserschloss des Kraftwerks Töging. Über Rohre fließt dort das Wasser 31 Meter tiefer ins Kraftwerk und treibt dort die Turbinen an. 2,8 km nach dem Kraftwerk mündet das Unterwasser des Innkanals wieder in den Fluss.
Folgende Teile der Anlage stehen unter Denkmalschutz (Stand 17. Juli 2015):
Kanalkraftwerk (Ausleitungskraftwerk), erbaut 1919–1924 von der Innwerk Bayerische Aluminium AG, architektonische Gestaltung wohl nach Plänen von Hermann Buchert;
- Krafthaus, langgestreckter Walmdachbau mit lisenengegliederten Putz- und Fensterflächen, rustizierten Eckeinfassungen und niedrigem rückwärtigem Anbau, mit acht turmartigen Aufbauten mit Zeltdach, mit technischer Ausstattung
- drei Kabelbrücken in die ehem. Ofenhallen der Aluminiumhütte, Betonkonstruktionen mit Satteldach und Lünettenfenstern auf Betonpfeilern
- Wasserschloss, langgestreckter Satteldachbau mit Putzgliederung und rustizierter Eckeinfassung, flankierende Türme mit Walmdach, mit technischer Ausstattung
- zwischen Wasserschloss und Kraftwerk 15 genietete Rohrbahnen mit betonierten Widerlagern
- Energievernichter mit Entlastungsabfluss
- Kompressorhaus, eingeschossiger Satteldachbau mit Putzgliederung
- Versuchsstation, eingeschossiger Satteldachbau

## Geschichte
Das Wasserkraftwerk wurde 1919–1924 vom Unternehmen Innwerk Bayerische Aluminium-AG gebaut, um eine direkt neben dem Kraftwerk geplante Aluminiumhütte mit Strom zu versorgen. Insgesamt wurden im Kraftwerk 15 Francis-Turbinen mit je einem Generator verbaut. Zum 1. Januar 1925 übernahm die Vereinigte Aluminium-Werke AG (VAW) die Aluminiumhütte, während das Kraftwerk Eigentum des Innwerks blieb.
Bis zur Einstellung der Aluminiumproduktion waren sieben der Generatoren Gleichstromgeneratoren, die direkt mit einem Ofenhaus der Hütte verbunden waren. Die anderen 8 Generatoren lieferten Drehstrom, der dann gleichgerichtet wurde. Nach der Einstellung der Aluminiumproduktion 1996 wurden sechs der Gleichstrommaschinen auf Drehstrom umgerüstet. Eine der Maschinen wurde stillgelegt. Seither werden nur noch 14 Turbinen verwendet und der Strom ins Hochspannungsnetz eingespeist.
Der Nachfolger der Innwerke, die E.ON Wasserkraft GmbH, verkaufte das Kraftwerk 2009 kartellrechtlich bedingt an die österreichische Verbund AG.
Das alte Kraftwerk wurde 2021 stillgelegt.

## Neubau
Vom Betreiber wurde die Anlage 2018–2022 umfassend erneuert. Dazu wurde der Wasserstand des Innkanals erhöht. Das bisherige, samt Stromschienen zur ehemaligen Aluminiumhütte denkmalgeschützte Krafthaus wurde stillgelegt, es bleibt erhalten und wurde funktionell durch das unmittelbar rechts anschließend neu angebaute Kraftwerk ersetzt. Dort liefern 3 Kaplan-Turbinen etwa 25 % mehr Strom als bisher.
Die Leistung wurde auf 118 MW gesteigert, womit dann etwa 700 GWh elektrische Energie pro Jahr produziert werden können, was etwa dem Jahresstrombedarf von 200.000 Haushalten entspricht. Neben dieser Modernisierung und Effizienzsteigerung werden durch eine Vielzahl von ökologischen Schutzmaßnahmen auch die Umweltauswirkungen des Kraftwerks minimiert. Insgesamt betrug die Investitionssumme des Um- und Ersatzbaus, dessen Vorarbeiten im Herbst 2018 begannen, 250 Mio. Euro. Die offizielle Inbetriebnahme erfolgte am 30. September 2022.